# 郭振甫
郭振甫（1967年—），河南新密人，汉族，中华人民共和国政治人物、第十二届全国人民代表大会河南地区代表。
毕业于中欧商学院工商管理专业。加入中国共产党。担任郑州日产总经理。2008年起担任全国人大代表。2013年，担任全国人大代表。2016年4月2日，海马汽车集团股份有限公司发布公告，经董事会决议，正式聘任郭振甫为公司副总裁。